# Лашевич, Михаил Михайлович
Михаи́л Миха́йлович Лаше́вич (1884, Одесса — 31 августа 1928, Харбин, Китайская республика) — советский революционер и военный деятель, участник «левой оппозиции», председатель правления КВЖД.

## Биография
Михаил (Моисей) Михайлович Лашевич (Гаскович) родился в еврейской купеческой семье. В гимназии был членом нелегальных ученических кружков, исключён из неё за революционную пропаганду. Окончил Одесское техническое училище, служил в одесском отделении банка «Лионский кредит». Первоначально примкнул к сионистской организации, а в конце 1901 года вступил в ряды РСДРП, с 1903 года большевик. Принимал активное участие в революционной деятельности, был членом комитетов РСДРП в Одессе, Николаеве, Екатеринославе, Петербурге. Неоднократно подвергался арестам, ссылался в Вологодскую губернию (Яренск, Кадников, Вологда), в начале 1912 года переведён в Нарымский край. Находился в тюрьмах пять лет. Позднее работал в редакции газеты «Правда». В 1915 году, во время Первой мировой войны, был мобилизован в армию. На фронте участвовал в боевых действиях солдатом, дважды был ранен, дослужился до старшего унтер-офицера, вёл революционную пропаганду среди солдат.

### В 1917 году

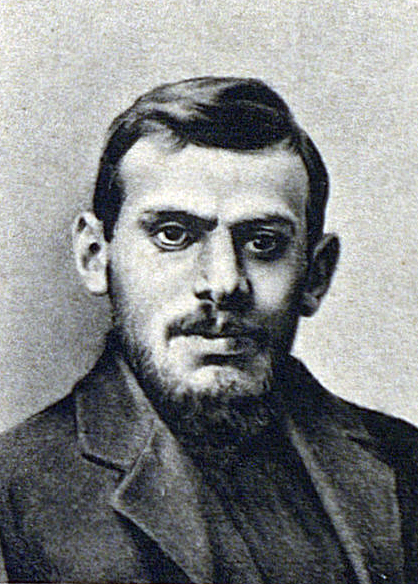
Михаил Лашевич, 1917 г.

После Февральской революции 1917 года из армии прибыл в Москву, из которой решением Бюро ЦК РСДРП 17 марта направлен в Петроград. Избран членом ПК РСДРП(б), а также Петроградского Совета, в котором позже стал секретарём и председателем большевистской фракции. Вёл агитационно-пропагандистскую работу в частях Петроградского гарнизона. Делегат проходившего в июне I Съезда Советов, избран членом ВЦИК. Во время Июльских событий на митинге двух полков у особняка Кшесинской, проходившем под лозунгом «Вся власть Советам!», пытался убедить солдат в преждевременности выступления, призывал их вернуться в казармы.
Делегат VI-го съезда РСДРП(б) от Петроградской организации, на заседании съезда 27 июля В. Володарский и Д. З. Мануильский от себя и от имени Лашевича предложили резолюцию, в которой отвергались обвинения В. И. Ленина и Г. Е. Зиновьева в попытке свержения Временного правительства, вместе с тем предполагалось разрешение их явки на суд, если будут соблюдены определённые условия. Эта резолюция была отклонена.
6 сентября по решению ЦК РСДРП(б) Лашевич был включён в состав делегации на Демократическое совещание. 11 сентября на заседании Петроградского Совета РСД была по предложению Лашевича принята резолюция по поводу самосудов солдат над офицерами. Осудив эти самосуды, главную ответственность за них возложили на Временное правительство. 5 октября при обсуждении в ПК ленинского «Письма в ЦК, МК, ПК и членам Советов Питера и Москвы большевикам» Лашевич высказывался против немедленного восстания, предлагая отложить вопрос о взятии власти до решения Съезда советов. Однако уже на съезде Советов Северной области от имени большевистской фракции 12 октября призвал последовать на местах примеру Петрограда, создавшего ВРК, который будет иметь возможность распоряжаться революционными солдатами, призвал к передаче власти Советам. 17 октября член делегации Петроградского Совета, направленной в Ставку командования Северного фронта, которая требовала предотвращения отправки революционных частей Петроградского гарнизона на фронт. Затем был участником 3-го съезда 5-й армии в Двинске.
Активный участник Октябрьского вооруженного восстания. Член Петроградского ВРК, в нескольких случаях подписывал распоряжения и приказы от имени председателя ВРК. 24 октября по поручению ЦК РСДРП(б) Г. И. Благонравов и Лашевич организовали в Петропавловской крепости запасной штаб по руководству вооруженным восстанием. Вечером 24 октября Лашевич отдал приказ комиссару ВРК на крейсере «Аврора» А. В. Белышеву восстановить движение по Николаевскому мосту, разведённому накануне юнкерами, эта задача была выполнена. Лашевич был назначен комиссаром ВРК в Кексгольмский гвардейский резервный полк, в ночь на 25 октября руководил отрядом солдат и матросов при захвате телеграфа, почты, госбанка, Павловского военного училища.

### После Октябрьской революции

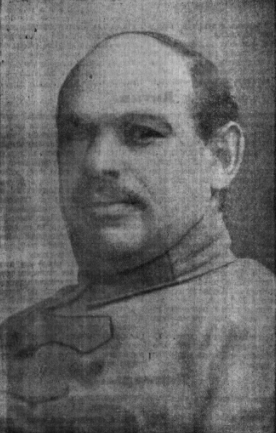
М. М. Лашевич. 1924

Делегат II-го Всероссийского съезда Советов от Петросовета, был избран членом ВЦИК. Член Президиума Петроградского Совета РСД. 21—23 ноября участвовал в работе Чрезвычайного съезда армий Юго-Западного фронта в Бердичеве в качестве члена большевистской фракции. Затем по поручению Я. М. Свердлова принимал участие в ряде армейских съездов как представитель ЦК РСДРП(б). С декабря член Президиума ВЦИК. В феврале — марте 1918 года был членом Комитета революционной обороны Петрограда. Избран в Учредительное собрание от Псковского и Юго-Западного фронта округов.
Делегат VII-го съезда РКП(б) (6—8 марта 1918 года) от большевистской фракции Петросовета, был членом ЦК в 1918—1919 годах. В марте 1918 года член Петроградского бюро ЦК РКП(б).
С апреля по сентябрь 1918 года — политкомиссар Северного участка отрядов завесы, в августе — ноябре член РВС 3-й армии Восточного фронта, а с 30 ноября 1918 года по 5 марта 1919 года командующий этой армии. С 23 марта по 16 августа 1919 года член РВС Восточного фронта. Был членом Реввоенсовета Южного фронта с 11 августа — 19 октября 1919 года. В октябре 1919 года — августе 1920 года член РВС 7-й армии Западного фронта, а в июле — августе 1920 года временно исполнял должность командующего этой армии. Затем в августе — ноябре 1920 года член РВС 15-й армии.
Некоторое время работал в президиуме Петроградского исполкома. В 1922—1925 годах — председатель Сибревкома, одновременно член Реввоенсовета Западно-Сибирского военного округа и командующий войсками Сибирского военного округа. Член комиссии по организации похорон Ленина.
В 1925 году был назначен первым заместителем наркома по военным и морским делам СССР, заместителем председателя Реввоенсовета СССР, членом Президиума ВСНХ СССР. Был делегатом 3-го (1921 год) и участником 5-го (1924 год) конгрессов Коминтерна. С апреля 1923 года по декабрь 1925 года член ЦК РКП(б), с декабря 1925 года кандидат в члены ЦК.
Был сторонником Г. Е. Зиновьева, с 1925 года принадлежал к «новой» («ленинградской»), а с 1926 года — к «объединенной оппозиции». В 1926 году принял участие в нелегальном собрании оппозиции в подмосковном лесу. На Июльском пленуме ЦК ВКП(б) (1926 год) эти действия были расценены как фракционные, Лашевич был исключён из состава кандидатов в члены ЦК и снят с должности заместителя председателя Реввоенсовета. В том же году Лашевич был назначен заместителем председателя правления КВЖД. 18 декабря 1927 года, на XV съезде ВКП(б), в числе 75 «активных деятелей троцкистской оппозиции» был исключён из партии. После съезда заявил об отходе от оппозиции и в 1928 году был восстановлен в ВКП(б).
Умер в Харбине (Китай) 30 августа 1928 года. Согласно одной версии, погиб в автомобильной катастрофе, по другой покончил жизнь самоубийством. 12 сентября 1928 года состоялись похороны в Ленинграде, на Марсовом поле, при захоронении Петропавловская крепость произвела артиллерийский салют. В середине 1930-х годов надгробие на Марсовом поле было убрано, но впоследствии восстановлено.
|  |  |

## Награды
- Орден Красного Знамени — 1920[11]
- Орден Красного Знамени — 1926[12]

## Память
- Его именем был назван в Сибири пароход «Михаил Лашевич» (бывший «Богатырь»).